# Viva San Isidro!
Viva San Isidro! è un film del 1995 diretto da Alessandro Cappelletti.
Film commedia italiano con protagonisti Diego Abatantuono e Ugo Conti.

## Trama
Messico, Sierra Madre de Oaxaca. Il paese di San Isidro, posto fra tre stati federati (Oaxaca, Puebla e Veracruz) di cui nessuna si decide a riconoscerlo, deve autogestirsi e "l'alcalde", don Cayetano Altamirano, non deve faticare molto per dirimere le beghe locali (per fortuna c'è chi allaccia abusivamente il piccolo villaggio col più vicino traliccio per avere la luce). Orgoglio del borgo è la San Isidro Futbol, allenata da Pepe Gongora, e guidata dal goleador Quintino, che umilia le squadre rivali, rappresentanti i villaggi limitrofi. Ed è proprio per ottenere calce per marcare i limiti del campo per la prossima partita che la comunità si rivolge al vecchio scorbutico Alvaro Cristobal che ha del concime candido come la neve, che egli cede a malincuore, pena l'embargo sul "metzcal", una bibita che beve nel bar locale. Quintino, che ha trascorso la vigilia della partita in un incontro amoroso con Antonia, figlia di Pepe, ha naturalmente le gambe deboli: in seguito ad un fallo cade proprio sulla linea bianca e inalando un po' dell'anomalo "concime" ritrova estro e furore agonistico, battendo da solo gli avversari. Quintino, incuriosito, fa ubriacare Alvaro, che gli svela il nascondiglio del concime: un aereo precipitato nella foresta, pieno di sacchi di cocaina da lui scambiati per fertilizzante. Quintino, allora, recuperati i sacchi li trasporta in parte a casa di Alvaro ed in parte li vende al figlio per principale, procurandosi i soldi per il matrimonio con Antonia. Ma la "coca" è reclamata dal proprietario, il "narcotrafficante" Etziquio Estevez e dallo spacciatore Catarino. Costoro giungono nel villaggio costringendo i locali ad una difesa ad oltranza. A risolvere le questioni subentra Padre Pedro, missionario italiano che, ingannando Estevez, lucra da costui del denaro (in cambio di calce spacciata per cocaina) per la costruzione di una strada e di una chiesa prefabbricata in cui celebra il matrimonio tra Quintino e Antonia.

## Produzione
Il film è tratto dal romanzo San Isidro Futból di Pino Cacucci (qui anche cosceneggiatore), ma ha avuto mediocre successo.